# Liste des héritiers du trône de Castille
Cet article donne la liste des héritiers du trône de Castille depuis la fondation du royaume de Castille en 1037 jusqu'à son absorption dans le royaume d'Espagne en 1516. Contrairement à d'autres monarchies, les règles de succession n'ont pas inclus la loi salique, mais la primogéniture cognatique avec préférence masculine. Les héritiers mâles ont porté le titre de prince des Asturies, créé en 1388 sur décision du roi Jean Ier en faveur du premier descendant du monarque, avec préférence masculine, qui est aujourd'hui porté par les héritiers du trône d'Espagne.

## Liste des héritiers par dynastie
Le nom de la dynastie indiqué se réfère au souverain alors en place. Les héritiers peuvent appartenir à d'autres dynasties.
Les héritiers qui sont montés par la suite sur le trône sont indiqués en gras. 

### Maison Jiménez (1037-1126)
| Héritier                                              | Héritier                                   | Parenté avec le monarque | Devient héritier                        | Cesse d'être héritier                 | Durée                      | 2e dans l'ordre de succession parenté avec l'héritier, dates | Nom du monarque dates de règne                      |
| Portrait                                              | Nom                                        | Parenté avec le monarque | Devient héritier                        | Cesse d'être héritier                 | Durée                      | 2e dans l'ordre de succession parenté avec l'héritier, dates | Nom du monarque dates de règne                      |
| ----------------------------------------------------- | ------------------------------------------ | ------------------------ | --------------------------------------- | ------------------------------------- | -------------------------- | ------------------------------------------------------------ | --------------------------------------------------- |
|                                                       | Sanche futur Sanche II                     | fils                     | 4 septembre 1037 avènement de son père  | 27 décembre 1065 son avènement        | 28 ans, 3 mois et 23 jours | Urraque sa sœur (4 septembre 1037 - juin 1040)               | Ferdinand Ier (4 septembre 1037 - 27 décembre 1065) |
| Alphonse son frère (juin 1040 - 27 décembre 1065)     | Sanche futur Sanche II                     | fils                     | 4 septembre 1037 avènement de son père  | 27 décembre 1065 son avènement        | 28 ans, 3 mois et 23 jours |                                                              | Ferdinand Ier (4 septembre 1037 - 27 décembre 1065) |
|                                                       | Alphonse, roi de León futur Alphonse VI    | frère                    | 27 décembre 1065 avènement de son frère | 6 octobre 1072 son avènement          | 6 ans, 9 mois et 9 jours   | García, roi de Galice son frère                              | Sanche II (27 décembre 1065 - 6 octobre 1072)       |
|                                                       | García                                     | frère                    | 6 octobre 1072 avènement de son frère   | 24 juin 1081 naissance de sa nièce    | 8 ans, 8 mois et 18 jours  | Urraque de Zamora sa sœur                                    | Alphonse VI (6 octobre 1072 - 1er juillet 1109)     |
|                                                       | Urraque future Urraque Ire                 | fille                    | 24 juin 1081 sa naissance               | vers 1093 naissance de son demi-frère | environ 12 ans             | García son oncle (24 juin 1081 - 22 mars 1090)               | Alphonse VI (6 octobre 1072 - 1er juillet 1109)     |
| Urraque de Zamora sa tante (22 mars 1090 - vers 1093) | Urraque future Urraque Ire                 | fille                    | 24 juin 1081 sa naissance               | vers 1093 naissance de son demi-frère | environ 12 ans             |                                                              | Alphonse VI (6 octobre 1072 - 1er juillet 1109)     |
|                                                       | Sanche                                     | fils                     | vers 1093 sa naissance                  | 29 mai 1108 son décès                 | environ 15 ans             | Urraque sa demi-sœur                                         | Alphonse VI (6 octobre 1072 - 1er juillet 1109)     |
|                                                       | Urraque future Urraque Ire                 | fille                    | 29 mai 1108 décès de son demi-frère     | 1er juillet 1109 son avènement        | 1 an, 1 mois et 2 jours    | Alphonse son fils                                            | Alphonse VI (6 octobre 1072 - 1er juillet 1109)     |
|                                                       | Alphonse, roi de Galice futur Alphonse VII | fils                     | 1er juillet 1109 avènement de sa mère   | 8 mars 1126 son avènement             | 16 ans, 8 mois et 7 jours  | Sancha sa sœur                                               | Urraque Ire (1er juillet 1109 - 8 mars 1126)        |

### Maison d'Ivrée (1126-1366)
| Héritier                                                                | Héritier                       | Parenté avec le monarque | Devient héritier                        | Cesse d'être héritier                      | Durée                      | 2e dans l'ordre de succession parenté avec l'héritier, dates            | Nom du monarque dates de règne                  |
| Portrait                                                                | Nom                            | Parenté avec le monarque | Devient héritier                        | Cesse d'être héritier                      | Durée                      | 2e dans l'ordre de succession parenté avec l'héritier, dates            | Nom du monarque dates de règne                  |
| ----------------------------------------------------------------------- | ------------------------------ | ------------------------ | --------------------------------------- | ------------------------------------------ | -------------------------- | ----------------------------------------------------------------------- | ----------------------------------------------- |
|                                                                         | Sancha                         | sœur                     | 8 mars 1126 avènement de son frère      | vers 1134 naissance de son neveu           | environ 8 ans              | Elvire, reine de Sicile sa tante                                        | Alphonse VII (8 mars 1126 - 21 août 1157)       |
|                                                                         | Sanche futur Sanche III        | fils                     | vers 1134 sa naissance                  | 21 août 1157 son avènement                 | environ 23 ans             | Sancha sa tante (vers 1134 - vers 1136)                                 | Alphonse VII (8 mars 1126 - 21 août 1157)       |
| Constance sa sœur (vers 1136 - vers 1137)                               | Sanche futur Sanche III        | fils                     | vers 1134 sa naissance                  | 21 août 1157 son avènement                 | environ 23 ans             |                                                                         | Alphonse VII (8 mars 1126 - 21 août 1157)       |
| Ferdinand son frère (vers 1137 - 11 novembre 1155)                      | Sanche futur Sanche III        | fils                     | vers 1134 sa naissance                  | 21 août 1157 son avènement                 | environ 23 ans             |                                                                         | Alphonse VII (8 mars 1126 - 21 août 1157)       |
| Alphonse son fils (11 novembre 1155 - 21 août 1157)                     | Sanche futur Sanche III        | fils                     | vers 1134 sa naissance                  | 21 août 1157 son avènement                 | environ 23 ans             |                                                                         | Alphonse VII (8 mars 1126 - 21 août 1157)       |
|                                                                         | Alphonse futur Alphonse VIII   | fils                     | 21 août 1157 avènement de son père      | 31 août 1158 son avènement                 | 1 an et 10 jours           | Ferdinand, roi de León son oncle                                        | Sanche III (21 août 1157 - 31 août 1158)        |
|                                                                         | Ferdinand, roi de León         | oncle                    | 31 août 1158 avènement de son neveu     | 1er juin 1180 naissance de sa petite-nièce | 21 ans, 9 mois et 1 jour   | Constance, reine des Francs sa sœur (31 août 1158 - 4 octobre 1160)     | Alphonse VIII (31 août 1158 - 5 octobre 1214)   |
| Marguerite de France sa nièce (4 octobre 1160 - 15 août 1171)           | Ferdinand, roi de León         | oncle                    | 31 août 1158 avènement de son neveu     | 1er juin 1180 naissance de sa petite-nièce | 21 ans, 9 mois et 1 jour   |                                                                         | Alphonse VIII (31 août 1158 - 5 octobre 1214)   |
| Alphonse son fils (15 août 1171 - 1er juin 1180)                        | Ferdinand, roi de León         | oncle                    | 31 août 1158 avènement de son neveu     | 1er juin 1180 naissance de sa petite-nièce | 21 ans, 9 mois et 1 jour   |                                                                         | Alphonse VIII (31 août 1158 - 5 octobre 1214)   |
|                                                                         | Bérengère future Bérengère Ire | fille                    | 1er juin 1180 sa naissance              | 5 avril 1181 naissance de son frère        | 10 mois et 4 jours         | Ferdinand, roi de León son grand-oncle                                  | Alphonse VIII (31 août 1158 - 5 octobre 1214)   |
|                                                                         | Sanche                         | fils                     | 5 avril 1181 sa naissance               | 26 juillet 1181 son décès                  | 3 mois et 21 jours         | Bérengère sa sœur                                                       | Alphonse VIII (31 août 1158 - 5 octobre 1214)   |
|                                                                         | Bérengère future Bérengère Ire | fille                    | 26 juillet 1181 décès de son frère      | 29 septembre 1189 naissance de son frère   | 8 ans, 2 mois et 3 jours   | Ferdinand, roi de León son grand-oncle (26 juillet 1181 - 28 mars 1182) | Alphonse VIII (31 août 1158 - 5 octobre 1214)   |
| Sancha sa sœur (28 mars 1182 - 3 février 1884)                          | Bérengère future Bérengère Ire | fille                    | 26 juillet 1181 décès de son frère      | 29 septembre 1189 naissance de son frère   | 8 ans, 2 mois et 3 jours   |                                                                         | Alphonse VIII (31 août 1158 - 5 octobre 1214)   |
| Ferdinand, roi de León son grand-oncle (3 février 1884 - 28 mai 1187)   | Bérengère future Bérengère Ire | fille                    | 26 juillet 1181 décès de son frère      | 29 septembre 1189 naissance de son frère   | 8 ans, 2 mois et 3 jours   |                                                                         | Alphonse VIII (31 août 1158 - 5 octobre 1214)   |
| Urraque sa sœur (28 mai 1187 - 29 septembre 1189)                       | Bérengère future Bérengère Ire | fille                    | 26 juillet 1181 décès de son frère      | 29 septembre 1189 naissance de son frère   | 8 ans, 2 mois et 3 jours   |                                                                         | Alphonse VIII (31 août 1158 - 5 octobre 1214)   |
|                                                                         | Ferdinand                      | fils                     | 29 septembre 1189 sa naissance          | 14 octobre 1211 son décès                  | 22 ans et 15 jours         | Bérengère, reine de León sa sœur (29 septembre 1189 - 14 avril 1204)    | Alphonse VIII (31 août 1158 - 5 octobre 1214)   |
| Henri son frère (14 avril 1204 - 14 octobre 1211)                       | Ferdinand                      | fils                     | 29 septembre 1189 sa naissance          | 14 octobre 1211 son décès                  | 22 ans et 15 jours         |                                                                         | Alphonse VIII (31 août 1158 - 5 octobre 1214)   |
|                                                                         | Henri futur Henri Ier          | fils                     | 14 octobre 1211 décès de son frère      | 5 octobre 1214 son avènement               | 2 ans, 11 mois et 21 jours | Bérengère sa sœur                                                       | Alphonse VIII (31 août 1158 - 5 octobre 1214)   |
|                                                                         | Bérengère future Bérengère Ire | sœur                     | 5 octobre 1214 avènement de son frère   | 6 juin 1217 son avènement                  | 2 ans, 8 mois et 1 jour    | Ferdinand son fils                                                      | Henri Ier (5 octobre 1214 - 6 juin 1217)        |
|                                                                         | Ferdinand futur Ferdinand III  | fils                     | 6 juin 1217 avènement de sa mère        | 31 août 1217 son avènement                 | 2 mois et 25 jours         | Alphonse son frère                                                      | Bérengère Ire (6 juin - 31 août 1217)           |
|                                                                         | Alphonse                       | frère                    | 31 août 1217 avènement de son frère     | 23 novembre 1221 naissance de son neveu    | 4 ans, 2 mois et 23 jours  | Bérengère sa sœur                                                       | Ferdinand III (31 août 1217 - 30 mai 1252)      |
|                                                                         | Alphonse futur Alphonse X      | fils                     | 23 novembre 1221 sa naissance           | 30 mai 1252 son avènement                  | 30 ans, 6 mois et 7 jours  | Alphonse son oncle (23 novembre 1221 - vers 1223)                       | Ferdinand III (31 août 1217 - 30 mai 1252)      |
| Fadrique son frère (vers 1223 - 30 mai 1252)                            | Alphonse futur Alphonse X      | fils                     | 23 novembre 1221 sa naissance           | 30 mai 1252 son avènement                  | 30 ans, 6 mois et 7 jours  |                                                                         | Ferdinand III (31 août 1217 - 30 mai 1252)      |
|                                                                         | Fadrique                       | frère                    | 30 mai 1252 avènement de son frère      | 6 décembre 1253 naissance de sa nièce      | 1 an, 6 mois et 6 jours    | Henri son frère                                                         | Alphonse X (30 mai 1252 - 4 avril 1284)         |
|                                                                         | Bérengère                      | fille                    | 6 décembre 1253 sa naissance            | 23 octobre 1255 naissance de son frère     | 1 an, 10 mois et 17 jours  | Fadrique son oncle (6 décembre 1253 - 6 décembre 1254)                  | Alphonse X (30 mai 1252 - 4 avril 1284)         |
| Béatrice sa sœur (6 décembre 1254 - 23 octobre 1255)                    | Bérengère                      | fille                    | 6 décembre 1253 sa naissance            | 23 octobre 1255 naissance de son frère     | 1 an, 10 mois et 17 jours  |                                                                         | Alphonse X (30 mai 1252 - 4 avril 1284)         |
|                                                                         | Ferdinand de la Cerda          | fils                     | 23 octobre 1255 sa naissance            | 25 juin 1275 son décès                     | 19 ans, 8 mois et 2 jours  | Bérengère sa sœur (23 octobre 1255 - 12 mai 1258)                       | Alphonse X (30 mai 1252 - 4 avril 1284)         |
| Sanche son frère (12 mai 1258 - 1270)                                   | Ferdinand de la Cerda          | fils                     | 23 octobre 1255 sa naissance            | 25 juin 1275 son décès                     | 19 ans, 8 mois et 2 jours  |                                                                         | Alphonse X (30 mai 1252 - 4 avril 1284)         |
| Alphonse de la Cerda son fils (1270 - 25 juin 1275)                     | Ferdinand de la Cerda          | fils                     | 23 octobre 1255 sa naissance            | 25 juin 1275 son décès                     | 19 ans, 8 mois et 2 jours  |                                                                         | Alphonse X (30 mai 1252 - 4 avril 1284)         |
|                                                                         | Alphonse de la Cerda           | petit-fils               | 25 juin 1275 décès de son père          | 4 avril 1284 avènement de Sanche IV        | 8 ans, 9 mois et 10 jours  | Ferdinand de la Cerda son frère                                         | Alphonse X (30 mai 1252 - 4 avril 1284)         |
|                                                                         | Isabelle                       | fille                    | 4 avril 1284 avènement de son père      | 6 décembre 1285 naissance de son frère     | 1 an, 8 mois et 2 jours    | Sanche son cousin                                                       | Sanche IV (4 avril 1284 - 25 avril 1295)        |
|                                                                         | Ferdinand futur Ferdinand IV   | fils                     | 6 décembre 1285 sa naissance            | 25 avril 1295 son avènement                | 9 ans, 4 mois et 19 jours  | Isabelle sa sœur (6 décembre 1285 - 1286)                               | Sanche IV (4 avril 1284 - 25 avril 1295)        |
| Alphonse son frère (1286 - août 1291)                                   | Ferdinand futur Ferdinand IV   | fils                     | 6 décembre 1285 sa naissance            | 25 avril 1295 son avènement                | 9 ans, 4 mois et 19 jours  |                                                                         | Sanche IV (4 avril 1284 - 25 avril 1295)        |
| Henri son frère (août 1291 - 25 avril 1295)                             | Ferdinand futur Ferdinand IV   | fils                     | 6 décembre 1285 sa naissance            | 25 avril 1295 son avènement                | 9 ans, 4 mois et 19 jours  |                                                                         | Sanche IV (4 avril 1284 - 25 avril 1295)        |
|                                                                         | Henri                          | frère                    | 25 avril 1295 avènement de son frère    | 1299 son décès                             | environ 4 ans              | Pierre, seigneur de Cameros son frère                                   | Ferdinand IV (25 avril 1295 - 7 septembre 1312) |
|                                                                         | Pierre, seigneur de Cameros    | frère                    | 1299 décès de son frère                 | 14 décembre 1307 naissance de sa nièce     | environ 8 ans              | Philippe, seigneur de Cabrera et Ribera son frère                       | Ferdinand IV (25 avril 1295 - 7 septembre 1312) |
|                                                                         | Éléonore                       | fille                    | 14 décembre 1307 sa naissance           | 13 août 1311 naissance de son frère        | 3 ans, 7 mois et 30 jours  | Pierre, seigneur de Cameros son oncle                                   | Ferdinand IV (25 avril 1295 - 7 septembre 1312) |
|                                                                         | Alphonse futur Alphonse XI     | fils                     | 13 août 1311 sa naissance               | 7 septembre 1312 son avènement             | 1 an et 25 jours           | Éléonore sa sœur                                                        | Ferdinand IV (25 avril 1295 - 7 septembre 1312) |
|                                                                         | Éléonore, reine d'Aragon       | sœur                     | 7 septembre 1312 avènement de son frère | 1332 naissance de son neveu                | environ 20 ans             | Pierre, seigneur de Cameros son oncle (7 septembre 1312 - 25 juin 1319) | Alphonse XI (7 septembre 1312 - 26 mars 1350)   |
| Philippe, seigneur de Cabrera et Ribera son oncle (25 juin - août 1319) | Éléonore, reine d'Aragon       | sœur                     | 7 septembre 1312 avènement de son frère | 1332 naissance de son neveu                | environ 20 ans             |                                                                         | Alphonse XI (7 septembre 1312 - 26 mars 1350)   |
| Blanche sa cousine (août 1319 - 15 décembre 1329)                       | Éléonore, reine d'Aragon       | sœur                     | 7 septembre 1312 avènement de son frère | 1332 naissance de son neveu                | environ 20 ans             |                                                                         | Alphonse XI (7 septembre 1312 - 26 mars 1350)   |
| Ferdinand son fils (15 décembre 1329 - 1332)                            | Éléonore, reine d'Aragon       | sœur                     | 7 septembre 1312 avènement de son frère | 1332 naissance de son neveu                | environ 20 ans             |                                                                         | Alphonse XI (7 septembre 1312 - 26 mars 1350)   |
|                                                                         | Ferdinand                      | fils                     | 1332 sa naissance                       | 1333 son décès                             | environ 1 an               | Éléonore, reine d'Aragon sa tante                                       | Alphonse XI (7 septembre 1312 - 26 mars 1350)   |
|                                                                         | Éléonore, reine d'Aragon       | sœur                     | 1333 décès de son neveu                 | 30 août 1334 naissance de son neveu        | environ 1 an               | Ferdinand son fils                                                      | Alphonse XI (7 septembre 1312 - 26 mars 1350)   |
|                                                                         | Pierre futur Pierre Ier        | fils                     | 10 août 1334 sa naissance               | 26 mars 1350 son avènement                 | 15 ans, 7 mois et 16 jours | Éléonore, reine d'Aragon sa tante                                       | Alphonse XI (7 septembre 1312 - 26 mars 1350)   |
|                                                                         | Éléonore                       | tante                    | 26 mars 1350 avènement de son neveu     | mars 1359 son décès                        | environ 9 ans              | Ferdinand, marquis de Tortosa son fils                                  | Pierre Ier (26 mars 1350 - 13 mars 1366)        |
|                                                                         | Ferdinand, marquis de Tortosa  | cousin                   | mars 1359 décès de sa mère              | 29 avril 1362 écarté de la succession      | environ 3 ans              | Blanche sa cousine                                                      | Pierre Ier (26 mars 1350 - 13 mars 1366)        |
|                                                                         | Alphonse                       | fils                     | 29 avril 1362 désigné héritier          | 19 octobre 1362 son décès                  | 5 mois et 20 jours         | Béatrice sa sœur                                                        | Pierre Ier (26 mars 1350 - 13 mars 1366)        |
|                                                                         | Béatrice                       | fille                    | 19 octobre 1362 décès de son frère      | 13 mars 1366 avènement d'Henri II          | 3 ans, 4 mois et 22 jours  | Constance sa sœur                                                       | Pierre Ier (26 mars 1350 - 13 mars 1366)        |

### Maison de Trastamare (1366-1367)
| Héritier | Héritier            | Parenté avec le monarque | Devient héritier                   | Cesse d'être héritier                   | Durée            | 2e dans l'ordre de succession parenté avec l'héritier, dates | Nom du monarque dates de règne         |
| Portrait | Nom                 | Parenté avec le monarque | Devient héritier                   | Cesse d'être héritier                   | Durée            | 2e dans l'ordre de succession parenté avec l'héritier, dates | Nom du monarque dates de règne         |
| -------- | ------------------- | ------------------------ | ---------------------------------- | --------------------------------------- | ---------------- | ------------------------------------------------------------ | -------------------------------------- |
|          | Jean futur Jean Ier | fils                     | 13 mars 1366 avènement de son père | 3 avril 1367 restauration de Pierre Ier | 1 an et 21 jours | Éléonore sa sœur                                             | Henri II (13 mars 1366 - 3 avril 1367) |

### Maison d'Ivrée (1367-1369)
| Héritière | Héritière | Parenté avec le monarque | Devient héritière                     | Cesse d'être héritière               | Durée                     | 2e dans l'ordre de succession parenté avec l'héritier, dates | Nom du monarque dates de règne           |
| Portrait  | Nom       | Parenté avec le monarque | Devient héritière                     | Cesse d'être héritière               | Durée                     | 2e dans l'ordre de succession parenté avec l'héritier, dates | Nom du monarque dates de règne           |
| --------- | --------- | ------------------------ | ------------------------------------- | ------------------------------------ | ------------------------- | ------------------------------------------------------------ | ---------------------------------------- |
|           | Béatrice  | fille                    | 3 avril 1367 restauration de son père | 23 mars 1369 restauration d'Henri II | 1 an, 11 mois et 20 jours | Constance sa sœur                                            | Pierre Ier (3 avril 1367 - 23 mars 1369) |

### Maison de Trastamare (1369-1516)
| Héritier                                                     | Héritier                                             | Parenté avec le monarque | Devient héritier                              | Cesse d'être héritier                      | Durée                      | 2e dans l'ordre de succession parenté avec l'héritier, dates            | Nom du monarque dates de règne                                                                                                 |
| Portrait                                                     | Nom                                                  | Parenté avec le monarque | Devient héritier                              | Cesse d'être héritier                      | Durée                      | 2e dans l'ordre de succession parenté avec l'héritier, dates            | Nom du monarque dates de règne                                                                                                 |
| ------------------------------------------------------------ | ---------------------------------------------------- | ------------------------ | --------------------------------------------- | ------------------------------------------ | -------------------------- | ----------------------------------------------------------------------- | --- |
|                                                              | Jean futur Jean Ier                                  | fils                     | 23 mars 1369 restauration de son père         | 29 mai 1379 son avènement                  | 10 ans, 2 mois et 6 jours  | Éléonore sa sœur                                                        | Henri II (23 mars 1369 - 29 mai 1379)                                                                                          |
|                                                              | Éléonore                                             | sœur                     | 29 mai 1379 avènement de son frère            | 4 octobre 1379 naissance de son neveu      | 4 mois et 5 jours          | Ferdinand, comte d'Alburquerque son cousin                              | Jean Ier (29 mai 1379 - 9 octobre 1390)                                                                                        |
|                                                              | Henri, prince des Asturies futur Henri III           | fils                     | 4 octobre 1379 sa naissance                   | 9 octobre 1390 son avènement               | 11 ans et 5 jours          | Éléonore sa tante (4 octobre 1379 - 27 novembre 1380)                   | Jean Ier (29 mai 1379 - 9 octobre 1390)                                                                                        |
| Ferdinand son frère (27 novembre 1380 - 9 octobre 1390)      | Henri, prince des Asturies futur Henri III           | fils                     | 4 octobre 1379 sa naissance                   | 9 octobre 1390 son avènement               | 11 ans et 5 jours          |                                                                         | Jean Ier (29 mai 1379 - 9 octobre 1390)                                                                                        |
|                                                              | Ferdinand                                            | frère                    | 9 octobre 1390 avènement de son frère         | 14 septembre 1401 naissance de sa nièce    | 10 ans, 11 mois et 5 jours | Éléonore, reine de Navarre sa tante (9 octobre 1390 - 18 décembre 1396) | Henri III (9 octobre 1390 - 25 décembre 1406)                                                                                  |
| Alphonse son fils (18 décembre 1396 - 14 septembre 1401)     | Ferdinand                                            | frère                    | 9 octobre 1390 avènement de son frère         | 14 septembre 1401 naissance de sa nièce    | 10 ans, 11 mois et 5 jours |                                                                         | Henri III (9 octobre 1390 - 25 décembre 1406)                                                                                  |
|                                                              | Marie, princesse des Asturies                        | fille                    | 14 septembre 1401 sa naissance                | 6 mars 1405 naissance de son frère         | 3 ans, 5 mois et 20 jours  | Ferdinand son oncle (14 septembre 1401 - 1403)                          | Henri III (9 octobre 1390 - 25 décembre 1406)                                                                                  |
| Catherine sa sœur (1403 - 6 mars 1405)                       | Marie, princesse des Asturies                        | fille                    | 14 septembre 1401 sa naissance                | 6 mars 1405 naissance de son frère         | 3 ans, 5 mois et 20 jours  |                                                                         | Henri III (9 octobre 1390 - 25 décembre 1406)                                                                                  |
|                                                              | Jean, prince des Asturies futur Jean II              | fils                     | 6 mars 1405 sa naissance                      | 25 décembre 1406 son avènement             | 1 an, 9 mois et 19 jours   | Marie sa sœur                                                           | Henri III (9 octobre 1390 - 25 décembre 1406)                                                                                  |
|                                                              | Marie, reine d'Aragon                                | sœur                     | 25 décembre 1406 avènement de son frère       | 5 octobre 1422 naissance de sa nièce       | 15 ans, 9 mois et 10 jours | Catherine, duchesse de Villena sa sœur                                  | Jean II (25 décembre 1406 - 20 juillet 1454)                                                                                   |
|                                                              | Catherine, princesse des Asturies                    | fille                    | 5 octobre 1422 sa naissance                   | 17 septembre 1424 son décès                | 1 an, 11 mois et 9 jours   | Marie, reine d'Aragon sa tante (5 octobre 1422 - 10 septembre 1423)     | Jean II (25 décembre 1406 - 20 juillet 1454)                                                                                   |
| Éléonore sa sœur (10 septembre 1423 - 17 septembre 1424)     | Catherine, princesse des Asturies                    | fille                    | 5 octobre 1422 sa naissance                   | 17 septembre 1424 son décès                | 1 an, 11 mois et 9 jours   |                                                                         | Jean II (25 décembre 1406 - 20 juillet 1454)                                                                                   |
|                                                              | Éléonore, princesse des Asturies                     | fille                    | 17 septembre 1424 décès de sa sœur            | 5 janvier 1425 naissance de son frère      | 3 mois et 19 jours         | Marie, reine d'Aragon sa tante                                          | Jean II (25 décembre 1406 - 20 juillet 1454)                                                                                   |
|                                                              | Henri, prince des Asturies futur Henri IV            | fils                     | 5 janvier 1425 sa naissance                   | 20 juillet 1454 son avènement              | 29 ans, 6 mois et 15 jours | Éléonore sa sœur (5 janvier - 22 août 1425)                             | Jean II (25 décembre 1406 - 20 juillet 1454)                                                                                   |
| Marie, reine d'Aragon sa tante (22 août 1425 - vers 1428)    | Henri, prince des Asturies futur Henri IV            | fils                     | 5 janvier 1425 sa naissance                   | 20 juillet 1454 son avènement              | 29 ans, 6 mois et 15 jours |                                                                         | Jean II (25 décembre 1406 - 20 juillet 1454)                                                                                   |
| Marie sa sœur (vers 1428 - 1429)                             | Henri, prince des Asturies futur Henri IV            | fils                     | 5 janvier 1425 sa naissance                   | 20 juillet 1454 son avènement              | 29 ans, 6 mois et 15 jours |                                                                         | Jean II (25 décembre 1406 - 20 juillet 1454)                                                                                   |
| Marie, reine d'Aragon sa tante (1429 - 22 avril 1451)        | Henri, prince des Asturies futur Henri IV            | fils                     | 5 janvier 1425 sa naissance                   | 20 juillet 1454 son avènement              | 29 ans, 6 mois et 15 jours |                                                                         | Jean II (25 décembre 1406 - 20 juillet 1454)                                                                                   |
| Isabelle sa demi-sœur (22 avril 1451 - 17 novembre 1453)     | Henri, prince des Asturies futur Henri IV            | fils                     | 5 janvier 1425 sa naissance                   | 20 juillet 1454 son avènement              | 29 ans, 6 mois et 15 jours |                                                                         | Jean II (25 décembre 1406 - 20 juillet 1454)                                                                                   |
| Alphonse son demi-frère (17 novembre 1453 - 20 juillet 1454) | Henri, prince des Asturies futur Henri IV            | fils                     | 5 janvier 1425 sa naissance                   | 20 juillet 1454 son avènement              | 29 ans, 6 mois et 15 jours |                                                                         | Jean II (25 décembre 1406 - 20 juillet 1454)                                                                                   |
|                                                              | Alphonse                                             | demi-frère               | 20 juillet 1454 avènement de son demi-frère   | 21 février 1462 naissance de sa nièce      | 7 ans, 7 mois et 1 jour    | Isabelle sa sœur                                                        | Henri IV (20 juillet 1454 - 11 décembre 1474)                                                                                  |
|                                                              | Jeanne, princesse des Asturies                       | fille                    | 21 février 1462 sa naissance                  | 4 septembre 1464 exclue de la succession   | 2 ans, 6 mois et 14 jours  | Alphonse son oncle                                                      | Henri IV (20 juillet 1454 - 11 décembre 1474)                                                                                  |
|                                                              | Alphonse, prince des Asturies dit Alphonse XII       | demi-frère               | 4 septembre 1464 désigné héritier             | 5 juillet 1468 son décès                   | 3 ans, 10 mois et 1 jour   | Isabelle sa sœur                                                        | Henri IV (20 juillet 1454 - 11 décembre 1474)                                                                                  |
|                                                              | Isabelle, princesse des Asturies future Isabelle Ire | demi-sœur                | 5 juillet 1468 décès de son frère             | 25 novembre 1470 écartée de la succession  | 2 ans, 4 mois et 20 jours  | Jean, roi d'Aragon son cousin (5 juillet 1468 - 2 octobre 1470)         | Henri IV (20 juillet 1454 - 11 décembre 1474)                                                                                  |
| Isabelle sa fille (2 octobre - 25 novembre 1470)             | Isabelle, princesse des Asturies future Isabelle Ire | demi-sœur                | 5 juillet 1468 décès de son frère             | 25 novembre 1470 écartée de la succession  | 2 ans, 4 mois et 20 jours  |                                                                         | Henri IV (20 juillet 1454 - 11 décembre 1474)                                                                                  |
|                                                              | Jeanne, princesse des Asturies                       | fille                    | 25 novembre 1470 restaurée dans la succession | 13 décembre 1474 avènement d'Isabelle Ire  | 4 ans et 18 jours          | Isabelle, reine de Sicile sa tante                                      | Henri IV (20 juillet 1454 - 11 décembre 1474)                                                                                  |
|                                                              | Isabelle, princesse des Asturies                     | fille                    | 13 décembre 1474 avènement de sa mère         | 30 juin 1478 naissance de son frère        | 3 ans, 6 mois et 17 jours  | Jean, roi d'Aragon son grand-père                                       | Isabelle Ire (13 décembre 1474 - 26 novembre 1504) et Ferdinand V (Ferdinand II d'Aragon) (15 janvier 1475 - 26 novembre 1504) |
|                                                              | Jean, prince des Asturies                            | fils                     | 30 juin 1478 sa naissance                     | 4 octobre 1497 son décès                   | 19 ans, 3 mois et 4 jours  | Isabelle, reine de Portugal sa sœur                                     | Isabelle Ire (13 décembre 1474 - 26 novembre 1504) et Ferdinand V (Ferdinand II d'Aragon) (15 janvier 1475 - 26 novembre 1504) |
|                                                              | Isabelle, princesse des Asturies                     | fille                    | 4 octobre 1497 décès de son frère             | 23 août 1498 son décès                     | 10 mois et 19 jours        | Jeanne, duchesse de Bourgogne sa sœur                                   | Isabelle Ire (13 décembre 1474 - 26 novembre 1504) et Ferdinand V (Ferdinand II d'Aragon) (15 janvier 1475 - 26 novembre 1504) |
|                                                              | Michel de Portugal, prince des Asturies              | petit-fils               | 23 août 1498 sa naissance                     | 19 juillet 1500 son décès                  | 1 an, 10 mois et 26 jours  | Jeanne, duchesse de Bourgogne sa tante                                  | Isabelle Ire (13 décembre 1474 - 26 novembre 1504) et Ferdinand V (Ferdinand II d'Aragon) (15 janvier 1475 - 26 novembre 1504) |
|                                                              | Jeanne, princesse des Asturies future Jeanne Ire     | fille                    | 19 juillet 1500 décès de son neveu            | 26 novembre 1504 son avènement             | 4 ans, 4 mois et 7 jours   | Charles son fils                                                        | Isabelle Ire (13 décembre 1474 - 26 novembre 1504) et Ferdinand V (Ferdinand II d'Aragon) (15 janvier 1475 - 26 novembre 1504) |
|                                                              | Charles, prince des Asturies futur Charles Ier       | fils                     | 26 novembre 1504 avènement de sa mère         | 14 mars 1516 création du royaume d'Espagne | 11 ans, 3 mois et 17 jours | Ferdinand son frère                                                     | Jeanne Ire (26 novembre 1504 - 14 mars 1516) et Philippe Ier (12 juillet - 25 septembre 1506)                                  |